# Tuberaphis leeuweni
Tuberaphis leeuweni är en insektsart som först beskrevs av Takahashi, R. 1936.  Tuberaphis leeuweni ingår i släktet Tuberaphis och familjen långrörsbladlöss. Inga underarter finns listade i Catalogue of Life.